# ネット右翼の逆襲
『ネット右翼の逆襲』（ネットうよくのぎゃくしゅう）とは2013年に総和社から出版された書籍の名称。副題は『「嫌韓」思想と新保守論』（けんかんしそうとしんほしゅろん）。著者は古谷経衡。ネット右翼を全面的に肯定している最初の書籍。この書籍に書かれている内容は古谷の2013年時点での思想であり、現在の古谷はネット右翼に対して極めて否定的なスタンスに転じているため注意。(古谷経衡の項も参照)

## 書誌情報
- 古谷経衡『ネット右翼の逆襲 「嫌韓」思想と新保守論』総和社、2013年4月25日。ISBN 978-4-86286-070-5。